# Crónica de Kiev
La Crónica de Kiev es un monumento de la historia y la literatura de la Rus de Kiev. Es parte constituyente del Códice de Hipacio o Ipátievski y es la continuación de la Crónica de Néstor, en especial del "Relato de los años pasados", y precursor de la Crónica de Galitzia y Volinia, cubriendo los acontecimientos del período que va desde 1118—1200. 
El texto, seguramente del año 1200, fue compuesto por el abad Moiséi del Monasterio de San Miguel de Výdubichi en Kiev sobre la base de informes o crónicas elaborados en las cortes principescas en diferentes tierras de la Rus, con ciertos añadidos o cortes. La presencia de diferentes autores, el nivel desigual de su educación y talento se reflejó en el enfoque y en la presentación de eventos, el estilo o la evaluación de los hechos contados. La crónica de Kiev cuenta un período de la historia en el que se tejen infinidad de pequeñas historias, como las historias militares sobre el príncipe Ígor Olégovich, Ígor Sviatoslávich y otros. También describió los territorios de Nóvgorod, Bulgaria del Volga, Alemania, República Checa, Polonia y Hungría. El tema principal de la Crónica de Kiev son Kiev y el Principado de Kiev, la lucha por la capital entre los Monomájovichi (descendientes de Vladímir II Monómaco) y los Olégovichi (descendientes de Oleg I de Chernígov), y el llamamiento a la unidad en la lucha contra los invasores extranjeros. La Crónica de Kiev incluye obras de crónicas separadas, como la historia del asesinato de Andréi Bogoliubski en 1174, la historia de la campaña de Ígor Sviatoslávich contra los pólovtsy en 1185 (descrita en el Cantar de las huestes de Ígor) y otras.
En la Crónica de Kiev -una obra casi exclusivamente secular-, se ha prestado escasa atención a los asuntos de la iglesia. Su lenguaje se acerca al lenguaje popular de la época, con algunos elementos del eslavo eclesiástico, usando diálogos, proverbios, enunciados de figuras históricas. En el vocabulario comúnmente utilizado está muy presente el ámbito militar. Las descripciones de los acontecimientos individuales y las características de los individuos se presentan de manera bastante pintoresca. Por el contrario, el estilo de presentación de los negocios es solemne.

## Cronología
De acuerdo con estimaciones de N.G. Berezhkov (Никола́й Георгиевич Бережков), la Crónica de Kiev reúne ochenta años de historia de siglo XII, es decir, entre los años 1118 y 1198, según 46 anales confeccionados en el mes de marzo y 35 de fechas posteriores (ultramártovskie). En la lista de Jlébnikov (ru:Хлебниковский список), la construcción de los muros del monasterio - el relato que culmina la Crónica de Kiev - es atribuida al año 6706, mientras que en el Códice de Hipacio o la Crónica Ipátiev se duda entre el año 6707 (cimentación) y el año 6708 (santificación).